# Egidio Pozzi
Egidio Pozzi (Milano, ... – ...; fl. XIX-XX secolo) è stato uno scultore italiano.

## Biografia
Scultore prolifico, la sua opera più nota è la statua di Lord Byron che medita i mezzi per ottenere la libertà per la Grecia, esposto nel 1880 a Torino e nel 1881 a Milano. Precedentemente, dopo che Garibaldi, in un discorso alla popolazione di Legnano, aveva esortato a commemorare il leggendario eroe longobardo, Pozzi aveva scolpito il primo monumento ad Alberto da Giussano, eretto nel 1876 (tale statua venne sostituita nel 1900 da una statua più dinamica realizzata da Enrico Butti). Nel 1884 Pozzi realizzò una statua in onore di Garibaldi a Pavia e successivamente l'ossario e il monumento ai caduti della battaglia del 20 maggio 1859, situati nel Cimitero di Montebello. Tra le sue altre opere: Busto muliebre; Bambino e Studio di testa.